# Копысский замок
Копысский замок (бел. Копыскі замак) размещался в городском поселке Копысь (Оршанский район, Витебская область, Белоруссия), являясь его военно-административным центром, на возвышенном левом берегу Днепра на месте древнего детинца.

## Описание
До настоящего времени сохранился в виде городища, округлого в плане (около 0,5 га).
В ходе археологических раскопок зафиксировано два строительных этапа истории замка. Первоначальный вал был насыпан из мелкого песка с гумусовыми прослойками, что свидетельствует о существовании ранее там неукрепленного селища. Первоначальный вал высотой около 5 метров возведен во второй половине XI — начале XII вв. Позднее его расширили и подсыпали вверх еще на два метра. Периметр вала составлял 370 м, размеры внутренней площадки 80 м на 60 м.
Вход в замок размещался в восточной части. Проезд шел через мельничную запруду, которая шла к подъемному мосту перед замковыми воротами.
Во время Северной войны 1700—1721 гг. русские войска в 1707 г. полностью сожгли Копысь, в том числе и замковые укрепления, забрав всё оружие из арсенала замка. После этого замок был восстановлен. Инвентари Копыля 1726—1773 гг. уточняют замковую планировку: 4 бастиона, деревянные стены, въездная башня имела двойные ворота с мощными запорами. Её второй этаж занимал зал с 4 окнами, вокруг которого была сделана галерея верхнего боя. Зал использовался для хранения ручного огнестрельного оружия, в культовых целях. Башню завершал флюгер в виде орла.
После 1772 г. замок пришел в упадок и больше не восстанавливался.